# Lý Trạch Hoa
Lý Trạch Hoa (tiếng Trung: 李泽华; bính âm: Li Zehua, sinh năm 1995) là nhà báo công dân, rapper và YouTuber người Trung Quốc. Lý quê quán tại Bình Hương, Giang Tây. Sau khi tốt nghiệp Đại học Truyền thông Trung Quốc, anh trở thành người dẫn chương trình truyền hình tại Đài Truyền hình Trung ương Trung Quốc (CCTV) vào năm 2016.

## Sự nghiệp làm báo
Trong đại dịch COVID-19 tại Trung Quốc đại lục, Lý nộp đơn nghỉ việc rời khỏi CCTV và tìm cách vào Vũ Hán, với hy vọng lần theo dấu vết của nhà báo Trần Thu Thực. Nhờ sự giúp đỡ của người dân địa phương, anh có được một chiếc xe hơi và tìm một nơi ở tạm thời. Trải qua những ngày tiếp theo, Lý sử dụng vlog nhằm đưa tin về đại dịch ở Vũ Hán. Anh ta bỗng dưng mất tích vào ngày 26 tháng 2 năm 2020, đoán chừng bị đội nhân viên an ninh bắt giam. Những phân đoạn chiếu cảnh rượt đuổi giữa Lý với chính quyền Vũ Hán đã được quay video và tải lên YouTube. Có thông tin cho rằng Lý Trạch Hoa đã quay trở lại khách sạn vào ngày 28 tháng 2. Tuy vậy, những luồng tin khác cho biết không ai nhận được tin tức gì từ Lý kể từ khi anh ta mất tích ngày 26 tháng 2 năm 2020
Ngày 22 tháng 4 năm 2020, Lý cho đăng một video lên YouTube, Twitter và Weibo, đồng thời tải phụ đề tiếng Anh lên YouTube trong những ngày tiếp theo. Theo lời Lý cho biết, anh ta đã bị nhân viên an ninh áp giải tới đồn cảnh sát vào ngày 26 tháng 2 và đang bị điều tra về tội gây rối trật tự công cộng. Ngoài ra, cảnh sát đã giam giữ và cách ly Lý, với lý do anh ta đến các khu vực dịch bệnh nhạy cảm. Ban đầu, Lý bị cách ly ở Vũ Hán, về sau mới chuyển về quê hương của mình. Lý nói rằng anh ta được cảnh sát đối xử tốt trong thời gian bị bắt giam và Lý được trả tự do vào ngày 28 tháng 3 cùng năm. Theo tờ The Guardian đưa tin, giọng điệu trung lập của Lý trong đoạn video này "rất khác biệt so với những đoạn video trước đây của anh ta". Nhà hoạt động xã hội Âu Bưu Phong cho rằng nhà chức trách có thể đã đề nghị Lý đưa ra tuyên bố ngắn gọn trước báo giới.